# Drug War
Drug War (毒战) és una pel·lícula de thriller d'acció del 2012 dirigida i produïda per Johnnie To. La pel·lícula és protagonitzada per Sun Honglei com el capità de policia Zhang, que s'associa amb un cap de la droga anomenat Timmy Choi (Louis Koo) després que Choi sigui arrestat. Per evitar la pena de mort, Choi accepta revelar informació sobre l'anell de metamfetamina dels seus socis. Zhang comença a tenir dubtes sobre l'honestedat de Choi mentre la policia comença a fer front a la xarxa de drogues.
La pel·lícula es va estrenar a la Festa del Cinema di Roma el 15 de novembre de 2012. Ha rebut crítiques positives.

## Argument
Fugint d'una explosió a la seva instal·lació de fabricació de drogues, Timmy Choi xoca el seu cotxe contra un restaurant i mentre ressuscita és capturat pel Capità Zhang Lei. En adonar-se que rebrà la pena de mort pels seus crims, negocia informació sobre els seus col·legues per sobreviure i presenta al capità Zhang Lei com a "Oncle Bill", per convertir-se en proveïdor de Haha, que és propietari d'un port i pot distribuir drogues a altres països. El capità Zhang Lei es fa passar per Haha al veritable "Oncle Bill". Choi va a la seva fàbrica on es troba amb els seus dos germans empleats muts. Choi planta dispositius de gravació a la seva fàbrica. Després presenta l'autèntic Haha amb l'autèntic oncle Bill. No obstant això, un intent de capturar els germans muts a la fàbrica fracassa i s'escapa per un túnel amagat. El capità Zhang està enfadat amb Choi per retenir informació sobre la sortida secreta, que ha costat la vida a diversos membres de l'equip de policia.
Choi demana una segona oportunitat, ja que "Oncle Bill" és realment només un front per a 7 influents gàngsters d'Hong Kong als quals no volia descartar perquè 2 d'ells són parents seus, el seu germà i el seu padrí. L'endemà, el capità Zhang torna a fer-se passar per Haha i es troba amb "l'oncle Bill". Negocien un acord per distribuir drogues utilitzant el port de Haha, mentre Choi identifica els caps dels 7 gàngsters. Més tard discuteixen els termes de l'acord en una discoteca, on el capità Zhang, fent-se passar per Haha, acusa "l'oncle Bill" de ser policia, fent veure que està enfurismat. Els 7 grans s'enfronten a ell a l'aparcament, revelant les seves identitats i confirmant la seva relació comercial. L'endemà d'això, Choi porta els 7 grans i el seu seguici al port, però en comptes d'això tira el seguici davant d'una escola primària mentre els pares i els nens arriben pel dia.
Choi treu els seus cables i revela als 7 grans que els ha denunciat i que estan envoltats de policies. Adonant-se que alguna cosa ha anat malament, el capità Zhang i els seus oficials s'acosten. Es produeix un tiroteig i gairebé tots els gàngsters, juntament amb diversos oficials, moren. Choi s'escapa en un autobús escolar. No obstant això, xoca contra els germans muts que s'escapaven mentre fugien, creient que Choi els ha delatat. Es produeix un altre tiroteig. El capità Zhang, ferit, arriba amb altres companys ferits per aturar els germans muts. Tot i que els germans muts moren, tots els policies resulten greument ferits pel tiroteig. Choi, que va ser emmanillat abans per Zhang, s'escapa i aprofita l'oportunitat per abatre mortalment en Zhang i els altres oficials, però Zhang és capaç d'emmanillar-se a la cama de Choi abans de morir. Aleshores, Choi és capturat per reforços SWAT abans que pugui escapar. Choi els demana una altra oportunitat de viure intercanviant més informació sobre altres gàngsters, però és executat per injecció letal.

## Repartiment
- Louis Koo com a Choi Tin-ming/Timmy Choi (蔡添明 Cài Tiānmíng)
- Sun Honglei com a Captain Zhang Lei (张雷 Zhāng Léi})
- Huang Yi com a Yang Xiaobei (小贝 Xiǎobèi)
- Wallace Chung com a Guo Weijun (郭伟军 Guō Wěijūn)
- Gao Yunxiang com a Xu Guoxiang
- Li Guangjie com a Chen Shixiong (陈世雄 Chén Shìxióng)
- Guo Tao com a Senior Dumb
- Li Jing com a Junior Dumb
- Lo Hoi-pang com a Birdie
- Eddie Cheung com a Su
- Gordon Lam com a East Lee (李阿东 Lǐ Ā-dōng)
- Michelle Ye com a Sal (萨婆 Sàpó)
- Lam Suet com a Fatso[2]

## Producció
La pel·lícula es va presentar com la primera pel·lícula d'acció de To que es va rodar i ambientar completament a la Xina continental. To havia rodat anteriorment la pel·lícula romàntica Romancing in Thin Air a la Xina.

## Estil
Variety va escriure que la pel·lícula no té la mateixa sensació que les pel·lícules similars de To de Hong Kong, com ara Election o Sparrow i que la pel·lícula també era "en realitat bastant lleugera en acció". Film Business Asia va assenyalar que "To ha modificat el seu estil per tenir en compte l'aspecte diferent del continent i la geografia més àmplia, a més de semblar que s'ha dinamitzat recentment pel repte del que pot sortir-se'n amb la seva."

## Premis i nominacions
| Organització                            | Categoria de premis                     | Destinataris i nominats | Resultat  |
| --------------------------------------- | --------------------------------------- | ----------------------- | --------- |
| Premis Online Film Critics Society 2013 | Millor pel·lícula                       |                         | Nominat   |
| Premis Online Film Critics Society 2013 | Millor pel·lícula en llengua estrangera |                         | Nominat   |
| Premis Online Film Critics Society 2013 | Millor muntatge                         | Allen Leung             | Nominat   |
| San Diego Film Critics Society          | Millor pel·lícula en llengua estrangera |                         | Guanyador |
| 14ns Chinese Film Media Awards          | Millor pel·lícula                       |                         | Guanyador |
| 14ns Chinese Film Media Awards          | Millor director                         | Johnnie To              | Guanyador |

## Estrena
Drug War es va estrenar a la Festa del Cinema di Roma el 15 de novembre de 2012. La pel·lícula va ser la segona "pel·lícula sorpresa" d'Àsia al festival, amb la primera Back to 1942. La pel·lícula es va estrenar el 2 d'abril de 2013 a la Xina i va guanyar 13.070.000 dòlars EUA durant la seva primera setmana, ocupant el tercer lloc a la taquilla xinesa darrere de The Chef, the Actor, the Scoundrel i Finding Mr. Right. La pel·lícula va recaptar un total de 23.180.000 dòlars a la Xina. La pel·lícula es va estrenar a Hong Kong el 18 d'abril de 2013 i va recaptar 376.577 dòlars el cap de setmana d'obertura, per la qual cosa la segona pel·lícula més taquillera a la taquilla de Hong Kong, només superada per Oblivion. La pel·lícula va recaptar un total de 639.155 dòlars EUA a Hong Kong.
La pel·lícula continua mantenint popularitat i va ser destacada a la secció de màsters del Festival de Cinema Asiàtic de San Diego 2013.
Drug War es va publicar el 15 d'octubre de 2013 en DVD i Blu-ray Disc.
Al Regne Unit, l'emissió televisiva de la pel·lícula va ser vista per 142.400 espectadors al Channel 4 el 2016, la qual cosa la va convertir en la pel·lícula en llengua estrangera més vista de l'any al Channel 4 i la setena pel·lícula en llengua estrangera més vista a la televisió del Regne Unit.

## Recepció
L'agregador de ressenyes Rotten Tomatoes dóna a la pel·lícula una puntuació del 94% basada en 47 ressenyes, amb una puntuació mitjana de 8/10. El consens crític afirma: "Un thriller d'acció tens i sòlidament construït amb una intel·ligència poc comuna, Drug War ofereix escenografies emocionants sense escatimar en la realització de cinema sofisticat". A Metacritic, que assigna una puntuació de 100 a les ressenyes dels principals crítics, la pel·lícula ha rebut una puntuació de 86, basada en 19 ressenyes. IndieWire va donar a la pel·lícula una qualificació B, afirmant que la pel·lícula confirma l'estatus del director Johnnie To com a "un cineasta de gènere de primer nivell. Dit això, la pel·lícula no innova ni pren cap nou camí". Variety va elogiar la pel·lícula, afirmant que era "lleugera d'acció però tan ben escrita i rodada que, no obstant això, és un material a la vora del teu seient."
Als 7ns Asian Film Awards, Drug War va ser nominada a Millor pel·lícula, Millor guionista (Wai Ka-fai, Yau Nai-hoi, Ryker Chan, Yu Xi) i Millor muntatge (David Richardson, Allen Leung).

## Remake
El 2014, es va anunciar que hi hauria un remake de Corea del Sud de la pel·lícula. Al juliol de 2017, es va confirmar que la pel·lícula estava dirigida per Lee Hae-young, protagonitzada per Cho Jin-woong en el paper principal i Ryu Jun-yeol com el narcotraficant. L'estrena a les sales estava prevista per a l'any següent.